# Erdek
Ne doit pas être confondu avec Erbek.
Erdek est une ville et un district de la province de Balıkesir dans la région de Marmara en Turquie.

## Histoire
Erdek ; Presqu'île d'Erdek - Archipel de Marmara ; Autres noms connus : en grec moderne Ἀρτάκη, Artaki, Artakios, Artake, Artacaeum, Artace.
La ville antique d’Artaki a donné le nom d’aujourd’hui à la presqu’île et à la nouvelle ville d’Erdek, qui fut une colonie milésienne, comme sa voisine Cyzique. La ville a été détruite par un incendie pendant la révolte ionienne contre le roi Darius Ier. On pense qu’Artaki n’a été reconstruite que tardivement. Les traces d’un stade et des ruines du port sont encore visibles.
Fuyant l'invasion arabe, des Chypriotes refondèrent la ville sous le nom de Nova Justinianopolis. Ils s'y installèrent entre 692 et 698 avant de retourner à Chypre.
À la période ottomane, la ville prit le nom en turc d’Erdek, mais le nom Artaki était toujours employé par les Ottomans de langue grecque. La population de la presqu’île était presque totalement de langue grecque et orthodoxe et fut déplacée en Grèce après le traité de Lausanne de 1923. Une nouvelle ville a été fondée dans les Sporades, sous le nom de Nea Artaki. Les musulmans de Macédoine prirent la place des anciens habitants de la ville.
Erdek n’a pas beaucoup de traces de l’antiquité, mais s’est développée ces dernières années, grâce à ses plages. La région étant de toute beauté, le tourisme vert s’y développe également. Du port, soigneusement aménagé, on peut rejoindre facilement l'île d'Avşa.